# Raymond Philip Kalisz
Raymond Philip Kalisz SVD (* 25. September 1927 in Melvindale, Michigan; † 12. Dezember 2010 in Techny, Illinois) war ein US-amerikanischer Ordensgeistlicher, Missionar und römisch-katholischer Bischof von Wewak auf Papua-Neuguinea.

## Leben
Raymond Philip Kalisz, Sohn polnischer Einwanderer, trat der Ordensgemeinschaft der Steyler Missionare bei und empfing am 15. August 1954 die Priesterweihe.
Papst Johannes Paul II. ernannte ihn 1980 zum Bischof des Bistums Wewak auf Papua-Neuguinea. Die Bischofsweihe spendete ihm am 15. August 1980 der Erzbischof von Madang, Leo Clement Andrew Arkfeld SVD; Mitkonsekratoren waren der Alterzbischof von Madang, Adolph Alexander Noser SVD, und der Koadjutor-Bischof von Goroka, Raymond Rodly Caesar SVD. Kalisz war von 1996 bis 1999 Präsident der Bischofskonferenz von Papua-Neuguineas und der Salomonen.
2002 wurde seinem Rücktrittsgesuch durch Papst Johannes Paul II. stattgegeben. Er starb im Hauptquartier der Steyler Missionare in den USA in Techny, Illinois.